# Decatur (Arkansas)
Decatur es una ciudad en el condado de Benton, Arkansas, Estados Unidos. Para el censo de 2000 la población era de 1.314  habitantes. Fue nombrada en honor al héroe de guerra Stephen Decatur.

## Geografía
Decatur se localiza a 36°20′15″N 94°27′24″O / 36.33750, -94.45667. De acuerdo a la Oficina del Censo de los Estados Unidos, la ciudad tiene un área total de 5,9 km², de los cuales el 100% es tierra.

## Demografía
Para el censo de 2000, había 1.314 personas, 465 hogares y 465 familias en la ciudad. La densidad de población era 222,7 hab/km². Había 535 viviendas para una densidad promedio de 90,2 por kilómetro cuadrado. De la población 80,97% eran blancos, 5,48% amerindios, 0,46% asiáticos, 10,12% de otras razas y 2,97% de dos o más razas. 16,51% de la población eran hispanos o latinos de cualquier raza.
Se contaron 465 hogares, de los cuales 44,7% tenían niños menores de 18 años, 52,3% eran parejas casadas viviendo juntos, 15,7% tenían una mujer como cabeza del hogar sin marido presente y 25,4% eran hogares no familiares. 21,9% de los hogares eran un solo miembro y 9,5% tenían alguien mayor de 65 años viviendo solo. La cantidad de miembros promedio por hogar era de 2,83 y el tamaño promedio de familia era de 3,23.
En la ciudad la población está distribuida en 32,0% menores de 18 años, 9,8% entre 18 y 24, 33,3% entre 25 y 44, 16,1% entre 45 y 64 y 8,8% tenían 65 o más años. La edad media fue 29 años. Por cada 100 mujeres había 111,6 varones. Por cada 100 mujeres mayores de 18 años había 103,0 varones.
El ingreso medio para un hogar en la ciudad fue de $29.844 y el ingreso medio para una familia $33.333. Los hombres tuvieron un ingreso promedio de $22.115 contra $19.125 de las mujeres. El ingreso per cápita de la ciudad fue de $11.618. Cerca de 16,3% de las familias y 18,3% de la población estaban por debajo de la línea de pobreza, 23,2% de los cuales eran menores de 18 años y 22,1% mayores de 65.